# Ivoren toren
Met de uitdrukking ivoren toren wordt bedoeld een teruggetrokken leven leiden, niet in de realiteit maar ver van het gewone volk en het alledaagse leven. Volgens de etymologie is de uitdrukking afgeleid van het Hooglied 7:5: Je hals is als een toren van ivoor (NBV). Door de geschiedenis heen is het politici, wetenschappers, academici, kunstenaars en rechters vaak verweten dat zij in een ivoren toren leven. In Het Oneindige Verhaal van Michael Ende komt een fantasiewereld voor, geregeerd door een Kleine Keizerin. Ook zij woont in een Ivoren Toren.